# Willy Ostyn
Willy (William) Ostyn, ook wel geschreven als Ostijn (Kachtem, 13 juli 1913 – Roeselare, 30 maart 1993), was een Belgische klassieke componist, organist, pianist en leraar.

## Opleiding
Willy Ostyn volgde les in het college van Izegem, het Kleinseminarie van Roeselare en het Sint-Jozefscollege in Torhout waar zijn muzikale talent, in het bijzonder voor piano, opgemerkt werd door Jozef Ghesquiere, de zoon van de componist Remi Ghesquiere.
Hij vervolgde zijn opleiding aan het Lemmensinstituut in Mechelen. Hij kreeg er pianoles van Marinus de Jong en orgel van Flor Peeters. Daarnaast had hij ook nog Lodewijk Mortelmans en Staf Nees als leraars. Meestal in de kroeg volgde hij de kleurrijke lessen contrapunt en compositie die Jef Van Hoof er ten beste gaf. Tijdens zijn studies was hij hulpleraar en tweede organist in de Sint-Romboutskathedraal. Hij verliet het instituut in 1935 met het laureaatsdiploma. 
Hij zette zijn studies verder aan het Koninklijk Conservatorium in Gent, onder meer bij Joseph Ryelandt en behaalde er leraardiploma's en eerste prijzen voor piano, contrapunt, kamermuziek en orkestcompositie.

## Loopbaan
Van 1938 tot 1973 was Ostyn muziekleraar in de Rijksmiddelbare School van Roeselare, en van 1938 tot aan zijn pensioen aan het Koninklijk Atheneum. In 1939 werd hij ook actief aan de Stedelijke Muziekacademie van Izegem. 
Zijn muzikale talenten gebruikte hij niet alleen voor het lesgeven, maar ook voor het componeren en uiteraard het spelen zelf. Hij had een eigen 'Pianotrio Willy Ostyn' met de violiste Jacqueline Clarysse en de cellist Gaston Mannes. Eigen composities stonden, naast repertoirestukken, op de speellijst. In het derde kwart van de twintigste eeuw werden zijn stukken regelmatig uitgevoerd door het BRT-omroeporkest en op de radio uitgezonden. Hij genoot ook in het buitenland succes. 
Ostyn stond weigerachtig tegen de moderne muziek en met zijn klassieke stukken raakte hij stilaan uit de belangstelling. Hij bleef vooral bezig met kamer- en koormuziek. Bekend in eigen streek is vooral zijn operette 'Het meisje uit Damme', daterend uit de jaren 1950. De tekst van deze operette is van de hand van Emiel Ramoudt.
Na zijn pensionering verminderde zijn activiteit en na 1975 werd het stil rond Ostyn. Enkele jaren na zijn dood werd een straat naar hem genoemd, de Willy Ostynstraat. Tijdens het erfgoedproject 'Het talent van Roeselare' van de stad Roeselare in 2013 werd Ostyn als zesde verkozen in de top 100 van 'Hét talent van Roeselare' of 'de grootste Roeselarenaars' aller tijden.

## Composities

### Symfonische muziek
- Pastorale voor hobo
- Concertballade voor klavier en orkest
- Romance voor viool en orkest
- Beelden uit Broadway
- Beelden uit Zeebrugge
- Concertstuk voor klavier en orkest
- Rapsodie voor klavier en orkest
- Fanfare voor de inauguratie van Koning Boudewijn I

### Ouvertures
- De Dramatische
- Flandria
- Blijspel
- Westland

### Voor orgel
- Symfonie
- Preludium
- Elegie

### Operette
- Het meisje van Damme
- Lied der meeuwen

### Andere
- Drie Vlaamse dansen
- Vlaams Capriccio

## Eerbetuiging
- Compositieprijs van de Stichting Jules d'Hondt (1967) vanwege het Algemeen Nederlands Zangverbond, voor het strijdlied Woorden genoeg.